# Šine (Split)
Šine su stambena četvrt i gradski kotar na istoku hrvatskog grada Splita. 
Gradski kotar Šine smješten je između Sirobuje sa zapada, Kamena sa sjevera, TTTS-a sa sjeveroistoka, ulice Četvrte gardijske brigade sa istoka, te Jadranske magistrale (državne ceste DC8) s južne strane.

## Etimologija
Ovaj predio Splita dobio je naziv po šinama (tračnicama), kojima se tupina prevozila iz tupinoloma na mjestu današnje Osnovne škole "Kamen-Šine" sve do Stobreča, gdje se ukrcavala na brodove i prevozila po cijeloj bivšoj Jugoslaviji i inozemstvu kao građevinski materijal.

## Javne ustanove
Na predjelu gradskog kotara Šine nalaze se Osnovna škola "Kamen-Šine" i Dječji vrtić "Radost" - područni odjel "Margaritela".

## Povijest
Sredinom 20. stoljeća kreće katastarska izmjera i gradnja obiteljskih kuća na Šinama. Prve doseljenike čine mahom stanovnici obližnjih naselja, naročito Žrnovnice i Sitnoga, a kasnije i imotske krajine i Hercegovine.

## U sastavu
U sastavu gradskog kotara Šine,  osim Šina pripadaju: Vidovac i Slanice.

## Zanimljivosti
Godine 1961. na Šinama u kavi (iskopini) u kojoj se danas nalazi Osnovna Škola „Kamen-Šine“ sniman je američki film Winnetou, a kao statisti na snimanju sudjelovali su lokalni stanovnici. 